# Trichardis mongolica
Trichardis mongolica är en tvåvingeart som beskrevs av Richter 1972. Trichardis mongolica ingår i släktet Trichardis och familjen rovflugor. Inga underarter finns listade i Catalogue of Life.